# 西藏崖爬藤
西藏崖爬藤（学名：Tetrastigma xizangense）为葡萄科崖爬藤属的植物。分布于中国大陆的西藏等地，生长于海拔850米的地区，常生于林中，目前尚未由人工引种栽培。